# Strange (vídeo)
Strange - A Black and White Mode by Anton Corbijn és la segona compilació de vídeos musicals de Depeche Mode publicada el 1988. Inclou els primers cinc videoclips del grup dirigits per Anton Corbijn, que els va filmar tots en Super-8. La majoria de videoclips són en blanc i negre excepte alguns altaveus aleatoris acolorits vermell. El videoclip de "Pimpf" és exclusiu d'aquest recopilatori.

## Llista de vídeos
1. "A Question of Time" (Remix)
2. "Strangelove" (versió 7")
3. "Never Let Me Down Again" (Split Mix, més llarga que la present a "The Videos 86-98" i "The Videos 86-98+")
4. "Behind the Wheel" (versió àlbum, més llarga que la present a "The Videos 86-98" i "The Videos 86-98+")
5. "Pimpf"

- Totes les cançons són compostes per Martin L. Gore i tots els vídeos dirigits per Anton Corbijn.

## Llançaments
Regne Unit
- VVC248 (vídeo Mute Film VHS)
- VVC336 (vídeo Mute Film VHS), edició límitada amb sis postals, quatre de les quals signades pels membres del grup
- MF026 (vídeo Mute Film VHS), rellançat el 1999

Estats Units
- 38147-3 (vídeo Sire/Reprise VHS

Japó
- BVVP-90 (vídeo BMG VHS), inclou notes i una postal
- BVLP-90 (vídeo BMG Laserdisc)